# Contestazione giovanile

Scritte sui muri di una università occupata

La contestazione giovanile, inizialmente nota come contestazione studentesca, identifica un movimento di protesta sorto nelle università statunitensi nei primi anni Sessanta, e poi diffusosi nel movimento studentesco europeo assumendo forti connotati politici, specialmente in seguito alle proteste del Sessantotto; questo periodo è generalmente ricordato come la "contestazione".
Il termine denota specificatamente l'azione del criticare determinate idee, istituzioni e norme, di farlo in modo aperto e visibile esternamente, e di passare ad azioni dirette conseguenti: rifiuto collettivo di obblighi, messa in atto di comportamenti proibiti per rifiuto di certe regole, occupazione illegale di spazi e altro. Sul piano prettamente sociale e politico, la contestazione oltre agli Stati Uniti d'America ha investito molte nazioni europee quali l'Italia, la Francia, la Germania Ovest ed i Paesi Bassi.

## Contesto storico

1968: contestazione alla mostra del cinema di Venezia, si riconosce il regista Ferreri

Reparti di polizia all'assalto dell'Università Statale di Milano con lancio di candelotti lacrimogeni

La contestazione è un fenomeno strettamente connesso al Sessantotto. Con quest'ultimo termine si identifica, per l'omogeneità di alcuni contenuti e per il contemporaneo focalizzarsi di tutte le sue principali manifestazioni nell'arco di un anno, un insieme di rivolgimenti sociali e culturali, fondati su princìpi egualitari e libertari estremamente radicali (comunismo, anarchismo e altri), che toccò paesi con culture e realtà politiche molto diverse. Quei principi divennero il riferimento soprattutto di amplissimi settori studenteschi, che li portarono prepotentemente alla ribalta dell'opinione pubblica attraverso un esteso susseguirsi di manifestazioni di piazza nell'anno 1968.
A slogan contro la guerra del Vietnam e inneggianti ad alcune icone del pensiero rivoluzionario, come Mao Zedong, Ho Chi Minh, Lenin, Martin Luther King e Che Guevara, si accompagnava il disagio sociale di un'intera generazione, assai numerosa, che, per la prima volta nella storia, si preparava ad entrare in massa nel mondo del lavoro, senza voler subire la repressione delle generazioni che l'avevano preceduta; repressione espressa da leggi antiquate del tempo anteguerra (II guerra mondiale), che era ancora in auge.
I governi occidentali si trovarono impreparati a fronteggiare una situazione senza precedenti, e, per il breve periodo durante il quale la protesta studentesca si saldò con quella operaia, reagirono su due piani distinti: reprimendo con la forza i moti studenteschi e operai di piazza e riformando il sistema scolastico nella direzione richiesta dalle assemblee studentesche e cercando accordi con le organizzazioni sindacali, concedendo aumenti di stipendio, che si vanificarono, a causa di un'inflazione galoppante che i governi non controllarono.
In Italia il movimento del 1968, in ambito scolastico, aprì agli studenti le biblioteche riservate dei professori, aumentò gli aiuti economici e le borse di studio per spese scolastiche alle famiglie con basso reddito, e affermò una novità, l'Assemblea d'Istituto, un'assemblea generale degli studenti di una scuola per discutere i propri problemi e decidere in merito. Nella maggior parte dei paesi il fenomeno ebbe breve durata e si sgonfiò nel corso del 1968 o del 1969.

## In Italia

### Origini

Resistenza non violenta di una studentessa allo sgombero dell'università

In Italia il fenomeno nacque senza un preciso orientamento politico in concomitanza con il crescere del fenomeno dei beatnik, più che altro come forma di insofferenza giovanile verso le generazioni adulte accusate di essere portatrici di una mentalità chiusa e repressiva. Le contemporanee vicende politiche, tra le quali l'esperienza del governo Tambroni (che nel 1960 causò violenti moti popolari in diverse città italiane, fra cui Genova), resero progressivamente consapevole il movimento di essere, oltre che depositario di valori antichi (come l'antifascismo frutto della resistenza), portatore di valori altri e della possibilità di far sentire la propria voce per condurre rivendicazioni sociali.
Tali rivendicazioni tuttavia non furono espresse nel consueto circuito istituzionale e partitico ma direttamente nelle piazze. Lo stesso PCI, spesso critico con il movimento e comunque incapace di comprenderne appieno le motivazioni, fu oggetto e non soggetto della contestazione.
Per quanto uniti su alcuni specifici temi quali la pace e l'antifascismo, dal punto di vista organizzativo i giovani rimasero divisi in una miriade di gruppi e formazioni, quando non addirittura nuovi partiti, dai diversi orientamenti e a volte in conflitto tra di loro. Contemporaneamente, anche in reazione al forte impulso della sinistra extraparlamentare, si svilupparono anche alcuni gruppi di giovani di estrema destra. Il fenomeno però non si esaurì con la fine degli anni '60; ed anzi aumentò progressivamente di intensità negli anni successivi, raggiungendo livelli di scontro politico unici al mondo. Molte delle organizzazioni e delle persone attive nella "Contestazione" si ritroveranno nelle lotte politiche degli anni successivi, talvolta assai sanguinose.

### Principali organizzazioni politiche
- Avanguardia comunista
- Avanguardia operaia
- Centro Karl Marx
- Comitati unitari di base (CUB)
- Fronte Nazionale Rivoluzionario

Immagine di scontri di piazza, inizio anni '70

- Gruppi Comunisti Rivoluzionari - IV Internazionale
- Gruppo anarchico "Giuseppe Pinelli"
- Il manifesto
- Il potere operaio pisano
- Lega dei Comunisti
- Partito Comunista (Marxista-Leninista) Italiano (Servire il Popolo)
- Lega del popolo
- Lega nazionale degli studenti greci in Italia
- Lega comunista rivoluzionaria IV internazionale
- Lega Socialista Rivoluzionaria
- Lotta Continua
- Movimento Studentesco
- Potere Operaio
- Socialismo rivoluzionario

### Esponenti di spicco

Il clima della contestazione influenzo' anche l'abbigliamento giovanile, in questa fotografia delle epoca i cinque componenti del gruppo di Rock progressivo italiano Area indossano indumenti tipici del periodo: un eskimo, una giacca di tela tipo militare, una giacca in pelle con doppia fila di bottoni, una camicia a scacchi, una lunga sciarpa di maglia, un berretto di tela con visiera, jeans a zampa d'elefante e scarpe pesanti tipo anfibio militare. Il look è completato da vistosi baffi e cappelli lunghi

- Oreste Scalzone
- Mario Capanna
- Franco Piperno
- Toni Negri
- Adriano Sofri
- Guido Viale
- Mauro Rostagno
- Marco Boato
- Angelo Caria

## Nel mondo

### Organizzazioni
- Pantere Nere
- Pantere Nere (Israele)

### Esponenti di spicco
Francia
- Daniel Cohn-Bendit
- Alain Krivine

Germania Ovest
- Rudi Dutschke
- Joschka Fischer
- Andreas Baader